# Courtois-sur-Yonne
Pour les articles homonymes, voir Courtois.
Courtois-sur-Yonne est une commune française située dans le département de l'Yonne en région Bourgogne-Franche-Comté. Elle fait partie de la Communauté d'Agglomération du Grand Sénonais. Au dernier recensement de 2022, la commune comptait 783 habitants appelés les Courtoisiens.

## Géographie

### Voies de communication et transports
Transports de la communauté de communes du sénonais  : desserte de la ligne 7 (sens Garibaldi - Courtois-sur-Yonne Les Bordes).

### Climat
Pour des articles plus généraux, voir Climat de la Bourgogne-Franche-Comté et Climat de l'Yonne.
En 2010, le climat de la commune est de type climat océanique dégradé des plaines du Centre et du Nord, selon une étude du Centre national de la recherche scientifique s'appuyant sur une série de données couvrant la période 1971-2000. En 2020, Météo-France publie une typologie des climats de la France métropolitaine dans laquelle la commune est exposée à un climat océanique altéré et est dans la région climatique  Nord-est du bassin Parisien, caractérisée par un ensoleillement médiocre, une pluviométrie moyenne régulièrement répartie au cours de l’année et un hiver froid (3 °C). 
Pour la période 1971-2000, la température annuelle moyenne est de 11,4 °C, avec une amplitude thermique annuelle de 15,7 °C. Le cumul annuel moyen de précipitations est de 686 mm, avec 11,2 jours de précipitations en janvier et 7,1 jours en juillet. Pour la période 1991-2020, la température moyenne annuelle observée sur la station météorologique de Météo-France la plus proche, « Sens », sur la commune de Sens à 4 km à vol d'oiseau, est de 11,9 °C et le cumul annuel moyen de précipitations est de 644,7 mm. 
La température maximale relevée sur cette station est de 42,4 °C, atteinte le 25 juillet 2019 ; la température minimale est de −22,6 °C, atteinte le 14 février 1956,,. 
Les paramètres climatiques de la commune ont été estimés pour le milieu du siècle (2041-2070) selon différents scénarios d'émission de gaz à effet de serre à partir des nouvelles projections climatiques de référence DRIAS-2020. Ils sont consultables sur un site dédié publié par Météo-France en novembre 2022.

## Urbanisme

### Typologie
Au 1er janvier 2024, Courtois-sur-Yonne est catégorisée ceinture urbaine, selon la nouvelle grille communale de densité à sept niveaux définie par l'Insee en 2022.
Elle est située hors unité urbaine. Par ailleurs la commune fait partie de l'aire d'attraction de Sens, dont elle est une commune de la couronne,. Cette aire, qui regroupe 65 communes, est catégorisée dans les aires de 50 000 à moins de 200 000 habitants,.

### Occupation des sols
L'occupation des sols de la commune, telle qu'elle ressort de la base de données européenne d’occupation biophysique des sols Corine Land Cover (CLC), est marquée par l'importance des territoires agricoles (51,3 % en 2018), en diminution par rapport à 1990 (57,9 %). La répartition détaillée en 2018 est la suivante : 
terres arables (51,3 %), forêts (28,5 %), zones urbanisées (15,8 %), eaux continentales (4,3 %). L'évolution de l’occupation des sols de la commune et de ses infrastructures peut être observée sur les différentes représentations cartographiques du territoire : la carte de Cassini (XVIIIe siècle), la carte d'état-major (1820-1866) et les cartes ou photos aériennes de l'IGN pour la période actuelle (1950 à aujourd'hui).

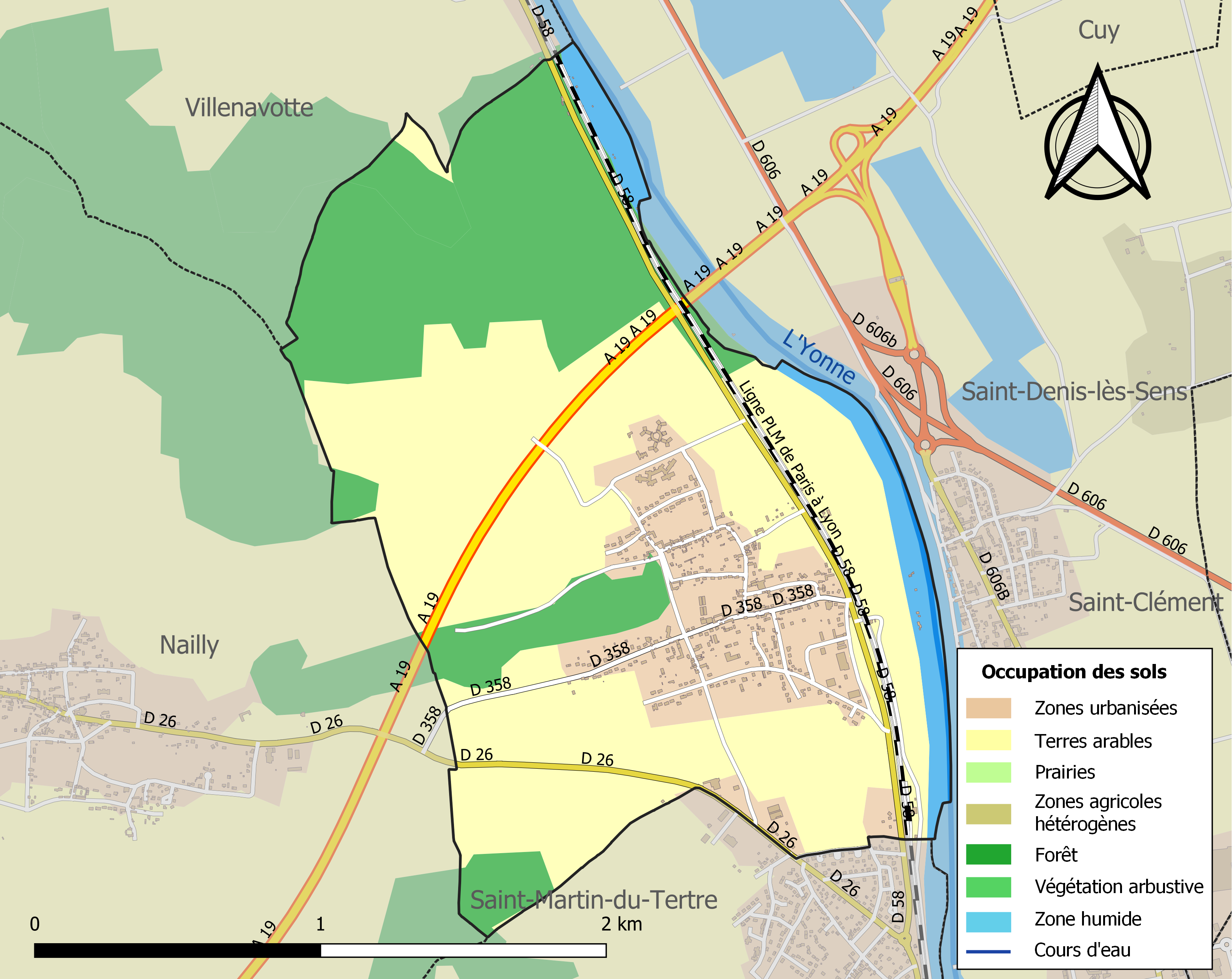
Carte des infrastructures et de l'occupation des sols de la commune en 2018 (CLC).

## Histoire
Les fouilles archéologiques effectuées sur le tracé du barreau autoroutier ont permis de découvrir, à la limite de Courtois-sur-Yonne et du village voisin de Nailly, les vestiges d'une villa gallo-romaine pouvant être datés du Ier – IIe siècle de notre ère.
Un oratoire existait probablement à Courtois-sur-Yonne dès le VIIe siècle. Jusqu'à la révolution, la commune de Courtois-sur-Yonne était rattachée à la baronnie de Nailly, elle-même dépendante de l'Archevêque de Sens à partir de 1055.
Au long de son histoire, Courtois-sur-Yonne a connu les vicissitudes de l'histoire de France, pratiquement vidée de tous ses habitants lors de la grande peste, elle a été partiellement détruite lors des guerres de religion, particulièrement virulentes dans le Sénonais, du fait de la présence dans la région de la puissante famille des Condé, acquise à la cause protestante.

Par contre, la période révolutionnaire semble avoir été traversée assez paisiblement, ainsi que les deux guerres mondiales.

## Politique et administration
| Période | Période  | Identité             | Étiquette | Qualité |
| ------- | -------- | -------------------- | --------- | ------- |
| 1900    | 1903     | Jules Tesson         |           |         |
| 1903    | 1904     | Eugène Dubois        |           |         |
| 1904    | 1908     | Arsène Cusset        |           |         |
| 1908    | 1932     | Henri Gourlet        |           |         |
| 1932    | 1945     | Paul Ferrien         |           |         |
| 1945    | 1963     | Abel Falcon          |           |         |
| 1963    | 1965     | Albert Blanchard     |           |         |
| 1965    | 1971     | René Viot            |           |         |
| 1971    | 1977     | Jean Vignal          |           |         |
| 1977    | 1983     | Marguerite Dumortier |           |         |
| 1983    | 2010     | Gaston Simonato      |           |         |
| 2010    | 2020     | Gérard Savourat      |           |         |
| 2020    | En cours | Eric Berthault       |           |         |

## Démographie
L'évolution du nombre d'habitants est connue à travers les recensements de la population effectués dans la commune depuis 1793. Pour les communes de moins de 10 000 habitants, une enquête de recensement portant sur toute la population est réalisée tous les cinq ans, les populations de référence des années intermédiaires étant quant à elles estimées par interpolation ou extrapolation. Pour la commune, le premier recensement exhaustif entrant dans le cadre du nouveau dispositif a été réalisé en 2008.

En 2022, la commune comptait 783 habitants, en évolution de +3,71 % par rapport à 2016 (Yonne : −1,95 %, France hors Mayotte : +2,11 %).
| 1793 | 1800 | 1806 | 1821 | 1831 | 1836 | 1841 | 1846 | 1851 |
| ---- | ---- | ---- | ---- | ---- | ---- | ---- | ---- | ---- |
| 180  | 198  | 160  | 178  | 187  | 199  | 222  | 211  | 207  |

| 1856 | 1861 | 1866 | 1872 | 1876 | 1881 | 1886 | 1891 | 1896 |
| ---- | ---- | ---- | ---- | ---- | ---- | ---- | ---- | ---- |
| 206  | 202  | 200  | 204  | 218  | 174  | 187  | 185  | 180  |

| 1901 | 1906 | 1911 | 1921 | 1926 | 1931 | 1936 | 1946 | 1954 |
| ---- | ---- | ---- | ---- | ---- | ---- | ---- | ---- | ---- |
| 161  | 172  | 150  | 145  | 170  | 200  | 198  | 230  | 228  |

| 1962 | 1968 | 1975 | 1982 | 1990 | 1999 | 2006 | 2008 | 2013 |
| ---- | ---- | ---- | ---- | ---- | ---- | ---- | ---- | ---- |
| 233  | 282  | 357  | 464  | 560  | 553  | 717  | 764  | 747  |

| 2018 | 2022 | - | - | - | - | - | - | - |
| ---- | ---- | - | - | - | - | - | - | - |
| 784  | 783  | - | - | - | - | - | - | - |

## Culture locale et patrimoine

### Lieux et monuments
Église Saint-Arthème (VIIIe Siècle)
« Saint Arthème » est, à la fois, patron de la commune de Courtois et titulaire de son église paroissiale.
17e successeur de Saint Savinien, il fut archevêque de Sens, de 579 à 609. C’est-à-dire à l’époque des reines Brunehaut et Frédégonde dont les partisans troublèrent, à plusieurs reprises la région de Courtois-sur-Yonne.
Vénéré comme Saint, sitôt après sa mort, on peut penser que, dès le VIIe siècle, il y eut, à Courtois, un sanctuaire dédié à Saint Arthème.
En 886, les Normands envahirent le Sénonais qu’ils dévastèrent. Le seul vestige qu'il reste de l’église de cette époque, est le petit bénitier, de style carolingien, placé à la droite de l’autel de la Sainte Vierge.
Au Xe siècle, les Normands s’étant fixés définitivement dans une partie de l’actuelle Normandie, la France se couvrit d’églises et de monastères.
D’après les anciennes archives municipales, brûlées inconsidérément en 1934, il y avait un Prieuré à Courtois.
De fait, le plan initial de l'église Saint-Arthème est celui d’une église-type de prieuré.
La partie Nord-Est, dont il reste aujourd’hui la sacristie actuelle et son magasin, était l’église du prieur, à lui réservée ainsi qu’à ses moines.
La partie Nord-Ouest, le chœur et la plus grande partie de la nef actuelle, était l’église paroissiale, desservie par un prêtre séculier – le curé – choisi par le Père Abbé de l’abbaye-mère du prieuré. Le curé célébrait la messe, administrait les sacrements et dispensait l’enseignement religieux. Les moines, quant à eux, tout en menant la vie monacale normale de méditation, de prière et de chant liturgique, surveillaient les intérêts de leur abbaye-mère dans ses domaines autour du prieuré. L’abbaye-mère du prieuré de Courtois était vraisemblablement l’abbaye Saint-Jean de Sens, devenue par la suite, l’hôpital de Sens. L’appartenance à cette abbaye, plutôt qu’à une autre, est suggérée par la présence, dans l'église, d’une très belle statue en pierre, du XIVe siècle, représentant Saint Jean l’Évangéliste. Or, au Moyen-Age, le culte du « disciple bien aimé » était très peu répandu.
Cette situation a pu exister jusqu’en l’an 1055. En effet, à cette date, l’archevêque de Sens, déjà « Primat des Gaules et de Germanie » devint Vicomte de Sens et Baron de Nailly. Courtois, faisant partie de la baronnie de Nailly, devint propriété de l’archevêque de Sens, qui, dès lors, nomma lui-même le curé de la paroisse de Courtois.
En 1103, sous le règne de Philippe 1er, on se mit à restaurer et à « renouveler » les églises.
On manque de renseignements pour les XIIe, XIIIe et XIVe siècles. Toutefois, par les comptes annuels de l’archevêché qui sont parvenus, on peut savoir qu’en 1350, sous le règne de Jean le Bon avant la Bataille de Poitiers (1356), où le Roi de France fut fait prisonnier par les Anglais, la participation paroissiale annuelle de Courtois, pour le budget diocésain, s’élevait à 16 Livres, alors que celle de Saint-Martin-du-Tertre était de 30 Livres et celle de Nailly de 80 Livres, qui sont les deux villages voisins de Courtois-sur-Yonne.
En 1369 et en 1370, Courtois ne put rien fournir. Sa participation à la lourde rançon exigée pour la libération du Roi, captif à Londres, l’avait considérablement appauvrie, comme, d’ailleurs, c’était le cas dans toute la France.
Au XVe siècle, l'église s’embellit de voûtes de style gothique, de statues d’art populaire et de vitraux. Les voûtes, dont il reste cinq piliers, quatre voûtes et une voûte perpendiculaire à celles-ci, nous prouvent que le bâtiment de l’église devait être plus important. On remarque également cela sur le plan dressé au début du XIXe siècle.
Les statues d’art populaire sont : 
- Le Christ du Calvaire encadré par la statue de la Saint Vierge et celle de Saint Jean. Cet ensemble, naguère encore, était placé devant la double verrière du chœur et au-dessus du tabernacle du maître-autel;
- La statue de Saint Arthème, patron titulaire de l’église;
- La statue en pierre de Saint Jean l’Evangéliste;
- La statue de la Sainte Vierge tenant l’Enfant-Jésus et légèrement tournée vers l’assemblée des fidèles;
- La statue de Saint Roch représentée accompagnée de son chien. Dès le XIVe siècle, il était invoqué pour la délivrance des épidémies;
- La statue de Saint Anne avec la Sainte Vierge enfant.

La Statue de la Sainte Vierge tenant l’Enfant-Jésus, ainsi que la statue de Saint Arthème ont été endommagées, probablement, pendant la Deuxième Guerre de Religion, par les Huguenots iconoclastes.

La première verrière de droite, en regardant le chœur, contient des fragments de vitraux brisés pendant la Deuxième Guerre de Religion. Le fragment rappelant la légende de Saint Hubert laisse à penser que les collines voisines étaient giboyeuses. Le médaillon relatif à Saint Christophe, patron des mariniers et des passeurs, rappelle que, si Courtois était un village de vignerons et de laboureurs, il y avait aussi des mariniers. En effet, le port de Courtois, au lieu-dit « Les Javots », eut un trafic important jusqu’au XIXe siècle. En 1944, il y avait encore un passeur pour se rendre à Saint-Denis-Lès-Sens, de l’autre côté de la rivière.
Au XVIe siècle, les Guerres de Religion, entre catholiques et protestants, font des ravages dans le Sénonais, d’autant plus que le chef des Huguenots, de sang royal, Louis de Bourbon, Prince de Condé, est installé à 15 kilomètres de Courtois, dans son château de Vallery, poste de commandement des chefs protestants.
En décembre 1567, durant la Deuxième Guerre de Religion, le prieuré et l’église de Courtois seront en partie détruits par une troupe de mercenaires allemands, venus de Palatinat et levés, à grands frais, par le Prince de Condé.
En 1569, les paroissiens de Courtois n’avaient plus rien à craindre du seigneur de Vallery. Louis de Bourbon, Prince de Condé, blessé et fait prisonnier au cours de la bataille de Jarnac, en Charente, livré le 13 Mars de cette année-là, avait été assassiné après le combat.
L’église fut, en partie reconstruite et dotée d’une cloche faite sur place, de bronze, d’argent et d’or. Elle fut placée dans un bâtiment construit près du mur Nord de l’église. Sur cette cloche est gravé, en latin et en lettres gothiques :
« Qu’à mon tintement pénètre au fond des cœurs la rosée du Saint-Esprit et que toujours, comme auparavant, mes sons éclatants mettent l’ennemi en fuite ».
« O dieu, nous te louons ! »
« Arthémise est mon nom »
1569.
Pendant la Révolution Française, la cloche échappa probablement à la vigilance des Conseils de surveillance révolutionnaires qui l’auraient, vraisemblablement, envoyée à la fonte.
Au XVIIe siècle, la paix étant revenue, on édifia, avec des matériaux de l’époque gothique, débris de la partie détruite de l’église, la Chapelle de la Sainte Vierge, devenue sacristie, en 1843, en transférant, dans la nef, l’autel de la Sainte Vierge.
Au moment de la Révolution, l’église devint bien national, mais elle ne fut pas vendue. Bien plus, on y célébra le culte. Le culte fut rétabli officiellement après le Concordat de 1801.
En 1843, sous le règne de Louis-Philippe, l’église fut modifiée. La nef fut prolongée jusqu’à la porte d’entrée actuelle percée, à l’Ouest et l’ancien accès à l’église, côté Sud, fut obturé. La cloche fut hissée dans un clocher neuf, à forme bulbeuse. Le chœur et la nef, qui étaient séparés par une cloison, furent réunis. Derrière cette cloison, l’abside faisait office de sacristie. La cloison était constituée de panneaux sculptés au XVe siècle. Les panneaux restants et encore en bon état ont été réutilisés ; l’un, pour faire le devant de l’autel de la Sainte Vierge ; l’autre, comme banc de stalle. Cette œuvre d’art est actuellement dans le chœur.
En 1910, la foudre tomba sur le clocher. Il fut reconstruit dans sa forme actuelle, non pas bulbeuse, mais pointue avec huit pans.
En 1932, le plafond est refait, grâce à l’initiative de l’Abbé Vabois, en forme de nef renversée, par un artisan de Pont-Sur-Yonne.
En 1933, toujours à l’initiative de l’Abbé Vabois, le carrelage est refait par 2 maçons de Courtois. Malheureusement, deux pierres tombales du XVIe siècle, placées perpendiculairement au banc de communion et représentant, l’une un chevalier, l’autre une dame de qualité, peut être les donateurs de la cloche, ont été recouvertes. Au cours du septennat de Monsieur Giscard d’Estaing, la municipalité utilisa la subvention, instituée par le Président de la République, pour favoriser l’artisanat, en faisant restaurer une partie des murs extérieurs par un maçon de Courtois.
En 1942, la cloche de l'église fut placée sous la protection des Monuments Historiques de France. De la sorte, elle échappa, une seconde fois, à l’envoi à la fonte.
En 1976, le battant de la cloche et le »mouton » qui la supporte furent remplacés.
En 1984, la municipalité récupéra le baptistère placé devant la porte du nouveau cimetière (à gauche) et portant la date de 1471. Cette pièce historique date, donc, de l’époque de Louis XI.
En 1985, lors du ravalement intérieur de l’église, on a pu voir les restes de deux arches en pierre, de style roman, sur le mur Sud. Il s’agissait de l’ancienne entrée de l’église, un peu à gauche de la croix du cimetière, obturée en 1843 et devant laquelle a été mis l’autel de la Sainte Vierge, d’où la présence insolite, à cet endroit-là, du bénitier carolingien.
En décembre 1985, furent entreprises la restauration intérieure de l’église, ainsi que celle de la dernière partie du revêtement extérieur.

## Pour approfondir